# Bosnia ed Erzegovina ai XVII Giochi olimpici invernali
La Bosnia ed Erzegovina partecipò ai XVII Giochi olimpici invernali, svoltisi a Lillehammer, Norvegia, dal 12 al 27 febbraio 1994, con una delegazione di dieci atleti impegnati in quattro discipline.